# 박영환 (신학자)
박영환(1955년 9월 11일 - )은 서울신학대학교 특임교수이다. 한국 기독교학회 총무와 한국 기독교학회 부회장, 그리고 한국 로잔교수회 회장을 역임하였다.

## 학력
- 1982.02.20 서울신학대학교 신학과 학사
- 1986.09.22 독일 Wiedenest Bibleschule
- 1988.12.22 독일 Freie Hochschule fuer Mission(M.A) 석사수료
- 1996.07.26 독일 Friedrich-Alexander Universität Erlangen-Nürnberg(TH.D) 신학박사

## 경력
- 1997.03.01 서울신학대학교 선교영어과 전임강사
- 1999.04.01 서울신학대학교 선교영어과 조교수
- 2003.04.01 서울신학대학교 선교영어과 부교수
- 2008.10.01 서울신학대학교 신학전문대학원 정교수

## 보직 경력
| 기간              | 직책                                                         |
| 1999.03 ~ 2000.02 | 선교문제연구소장                                             |
| 1999.07 ~ 2000.02 | 사무처장 서리                                                |
| 2000.03 ~ 2001.08 | 총무처장*기획연구처장 겸직                                   |
| 2001.09 ~ 2002.09 | 총무처장 직무대리                                            |
| 2001.03 ~ 2004.02 | 선교대학원장                                                 |
| 2006.09 ~ 2008.08 | 유아교육과 교목                                              |
| 2008.10 ~2010.08  | 선교문제연구실장, 목회선교연구소장(선교문제연구실장 겸직)    |
| 2008.12 ~ 2010.12 | 기독교신학연구소소장(선교문제연구실과 현대목회연구실 통폐합) |
| 2010.10 ~ 2012.08 | 평생교육원장                                                 |
| 2011.08 ~ 2012.08 | 북한선교연구소장                                             |
| 2012.09 ~ 2014.08 | 교역처장                                                     |
| 2013.08 ~ 2021.02 | 한국기독교통일연구소장                                       |
| 2014.09 ~ 2016    | 교무처장                                                     |

## 대외경력
| 기간              | 직책                                              |
| 2006.04 ~ 2007.12 | 경기도 민방위교육 소양강사                        |
| 2006.10 ~ 2016    | 한민족 복지재단 이사 및 기독교 네트워크 위원장    |
| 2009.01 ~ 2016    | 한민족 복지재단 이사 및 기독교 네트워크 위원장    |
| 2009.01 ~ 2016    | 대한민국 안보와 경제살리기 운동본부 정책 자문위원 |
| 2009.07.01(14기)  | 14기 민주 평통 자문위원                           |
| 2009.07(14기)     | 14기 민주 평통 교류 협력분과 위원장               |
| 2009.12 ~ 2016    | CTS자문교수단 사무총장 및 중앙위원                |
| 2012.09 ~ 2014.09 | 한국 리더십학교 전문위원                          |
| 2014.04 ~ 2016    | 한국리더십학교 CCC 통일연구소지도 위원            |
| 2015.02 ~ 2016    | 해외선교위원회 선교정책위원                       |
| 2015.03 ~ 2016    | 국민일보 평화통일 자문위원                        |

## 학회경력
| 기간                | 직책                               |
| 2006.10 ~ 2011.10   | 한국 선교신학회 총무, 부회장, 회장 |
| 2011.10 ~ 2015.10   | 한국 기독교학회 총무               |
| 2011.01 ~ 2012.01   | 한국 로잔교수회 회장               |
| 2011.06 ~ 2021.2018 | 한국 로잔 중앙위원                 |
| 2015.10 ~ 2017      | 한국 기독교학회 부회장             |

## 방송경력
- 2006.10 ~ 2009.10 극동방송 남과 북이 하나되어진행자
- 2009.10 ~ 2010.10 극동방송 통일을 향하여진행자

## 교단
- 2006.08.11 100주년 부흥 성회 강사(총회장, 100주년 위원장)
- 2007.08.08 자비량부흥성회 강사(총회장)
- 2007.06.15 해외선교위원회 순회선교사
- 2011.05.01 기독교대한성결교회 북한선교위원회 자문위원
- 2013.05.01 기독교대한성결교회 부흥사 협의회 자문위원

## 신력
| 기간                 | 신앙경력                                  |
| 1971.05.20           | 성북성결교회세례(장재혁 목사)             |
| 1985.05.02           | 제40회 총회에서 목사안수                  |
| 1979.07 ~ 1980.07    | 중앙청 경비대 교회(치안본부교회)개척·시무 |
| 1982.03 ~ 1984.02    | 십자군 전도대                             |
| 1984.03 ~ 1996.08    | 독일 한인교회 시무                        |
| 1996.11 ~ 2006.11    | 은평교회 협동목사                         |
| 2006. 12 ~ 2021.현재 | 삼광교회 협동목사                         |

## 수상경력
- 2007 연구실적 우수교수상(1위)
- 2008 교수업적평가 우수상(3위)
- 2009 교수업적평가 우수상(4위)
- 2010.06.22 감사패, 1910년 에딘버러세계선교사대회기념 2010년 한국대회
- 2010.10.22 감사패, 한국선교신학회장
- 2010 교수업적평가 우수상(2위)
- 2011.05.15 교육과학기술부장관 표창
- 2011 교수업적평가 우수상(4위)
- 2012 교수업적평가 우수상(1위)
- 2013.11.15 감사패, 한국로잔교수연구단
- 2013 교수업적평가 교육영역 부분 우수상(1위), 대학발전기금 우수상(1위)
- 2014 교수업적평가 모금부분 우수상(1위)
- 2015.10.23 감사패, 한국기독교학회장
- 2015 교수업적평가 우수상(4위)

## 연구실적

### 주요저서
- 선교정책과전략:한국교회교단별, 도서출판 바울, 2006
- 핵심선교학개론, 도서출판 바울, 2008
- 개성공업지구와북한선교, 도서출판 바울, 2009
- 핵심선교학개론ll, 도서출판 바울, 2009
- 북한선교의이해와사역, 올리브나무, 2011
- 네트워크선교역사, 도서출판 바울, 2013
- 세계선교학개론, 도서출판 바울, 2013
- 성경으로 읽는 북한선교, 올리브나무, 2013
- 로잔운동과 선교신학, 한국로잔위원회, 2015.공저
- 통일시대로 가는 평화의 길, 서울신학대학교 평화통일연구원, 2015.공저
- 독일 기독교 사회봉사 실천의 역사, 성광문화사, 2015
- 로잔운동의 선교동향, 한국로잔위원회, 2016.공저

### 주요역서
- 현대선교신학, 한들출판사, 1997.공역
- 선교신학, 서로사랑, 2000.공역
- 미래의 선교신학, 도서출판 바울, 2006
- 위대한 선교사 윌리엄 케리, 도서출판 바울, 2008.공역
- 변화하는 내일의 세계선교, 도서출판 바울, 2008.공역
- 덴마크 할레선교회의 역사적보고서, 도서출판 바울, 2012.공역

### 주요논문
- Diakonie und Mission박사학위논문
- 민족복음화와 통일<선교신학>13집, 2006
- 통일과정에서 북한선교의 기능적 역할로 본 북한 교회재건<선교신학>15집, 2008
- 루터설교에 나타난 선교이해<선교신학>17집, 2008
- 생명신학과 사회복지선교<선교신학>20집, 2009
- 통일, 남과 북, 기독교의 역할<선교신학>22집, 2009
- 세계선교의 대안적 방안으로 한국화(Korbalisierung)의 한국선교<선교신학>24집, 2010
- 미래를 위한 로잔선교와 WCC선교의 이해와 협력<선교신학>25집, 2010
- 우찌무라 간조의 사회개혁의 리더십을 통한 한국사회의 리더십 유형 개발에 관한 연구<선교신학>27집, 2010
- 장종현 박사의 개혁주의 생명신학과 기도<복음과 선교>16집, 2011
- 기독교 진·보수세력의 북한 이해를 통한 북한 선교의 접근방법론의 유형<복음과 선교>19집, 2012
- 창세기로 읽는 북한 선교<한국기독교신학논총>90집, 2013
- 로잔대회 이전의 세속화<한국기독교신학논총>28(4)집, 2014

### 외국어논문
- Youjg-Whan, Park, Die Entstehung der koreanishchen Kirche durch koreanisch Kirche, in:Ulrich van der Heyden/Heike Liebau(Hersg), Missiongeschichte - Kirchengeschichte - Weltgeschichte, Franz Steiner Verlag Stuttgart, 1996, 281-289
- Youjg-Whan, Park, Die koreanische Mission und lhre Rolle innerhalb der Weltmission im Zeitalter der Globalisierung, Klaus W.Mueller,(Hersg), Mission im Kontext der Glogalisierung, Verlag fuer Theologie und Religionswissenschaft, Nuernberg, 2002, 55-70
- Youjg-Whan, Park,Kultur und Mission, Stu, Theology and Mission, 서울신학대학 출판부, 2002, Vol.1, 75-94
- Youjg-Whan, Park,David Bosch, the Korean Church and World Mission, Annual Review, Mission Focus, 2003, Vol.11, 22-26

## 같이 보기
- 한국의 신학자 목록